# جون جوزيف باول
جون جوزيف باول (بالإنجليزية: John Joseph Paul)‏ هو كاهن كاثوليكي أمريكي، ولد في 17 أغسطس 1918 في لاكروس في الولايات المتحدة، وتوفي بنفس المكان في 5 مارس 2006.